# 和歌の浦アート・キューブ
和歌の浦アート・キューブ（わかのうらアート・キューブ）は、和歌山県和歌山市和歌浦にある芸術文化施設。不老橋の前に位置し、料亭・不老館の跡地に建っているため、新不老館ともいう。着工時点での仮称は「夢舞台万葉不老館」であった。
和歌浦一帯はみなとオアシスの登録をしていて、当館はみなとオアシス和歌山の基本施設である。

## 沿革
- 2002年3月9日 - 起工式
- 2003年7月23日 - 開館

## 受賞
- 2004年度グッドデザイン賞（建築・環境デザイン部門）
- 第2回和歌山市優良建築物賞
- 2005年度日本建築学会作品選奨

## 利用情報
- 利用時間 - 9:00～22:00
- 休館日 - 毎週火曜日（ただし祝日の場合はその翌日）及び12月29日～1月3日

## 交通アクセス
- 和歌山バス「不老橋」下車すぐ

## 周辺
- 和歌浦
  - 不老橋
  - 塩竈神社
  - 海禅院